# Pantomallus costulatus
Pantomallus costulatus es una especie de escarabajo del género Pantomallus, tribu Eburiini, subfamilia Cerambycinae. Fue descrita científicamente por Bates en 1870.
La especie se mantiene activa durante los meses de septiembre y octubre.

## Descripción
Mide 17,7-23,3 milímetros de longitud.

## Distribución
Se distribuye por Brasil, Ecuador, Guayana Francesa y Perú.